# Zygota
Zygota (лат.) — род наездников семейства диаприиды надсемейства Diaprioidea (или Proctotrupoidea, Diapriini) подотряда стебельчатобрюхие отряда перепончатокрылые насекомые. Типовой вид Belyta abdominalis Nees van Esenbeck, 1834.

## Описание
Тело всегда черное (только метасома очень редко коричневая); самцы и самки крылатые; затылочный киль с затылочной ямкой или без нее; передние голени у некоторых самцов изменены или несут несколько жестких волосков; субметаплевральный киль отсутствует или редуцирован; радиальная ячейка длинная, открытая на вершине (кроме Z. croton); радиалис длинный и почти параллелен парастигме; угол между стигмальной и краевой жилками не более 120 градусов; некоторые виды с небольшим углублением или микропунктирной скульптурой на стерните S2 в передней половине; мужские гениталии короткие и длинные, вершина эдеагуса усеченная или округлая, дигитус крупный; яйцеклад всегда короткий, не более длины пигидия (8 + 9 тергит сверху, 7 стернит снизу).

## Классификация
25 видов. Ранее в составе рода было около 35 видов, но в ходе ревизии, проведённой в 2024 году 13 видов Zygota были перенесены в состав рода Pantoclis, два синонимизированы и описан один новый таксон.
- Z. abdominalis (Nees, 1834)
- Z. angularis Macek, 1997
- Z. balteata Macek, 1997
- Z. bensoni Nixon, 1957
- Z. brevinervis (Kieffer, 1909) (→Pantoclis)
- Z. brevipennis (Kieffer, 1908) (→Pantoclis)
- Z. breviuscula (Thomson, 1859)
- Z. caecutiens (Kieffer, 1908)
- Z. cilla Nixon, 1957
- Z. claviscapa (Thomson, 1859)
- Z. comitans Macek, 1997
- Z. congener Zetterstedt, 1840
  - =Z. caligula Buhl, 1997
- Z. croton Nixon, 1957
- Z. cursor (Kieffer, 1908) (→Pantoclis)
- Z. excisor (Zetterstedt, 1840)
- Z. fossulata (Thomson, 1859) (→Pantoclis)
- Z. fuscata (Thomson, 1859) (→Pantoclis)
- Z. hemiptera (Thomson, 1859) (→Pantoclis)
- Z. macroneura (Kieffer, 1909)
- Z. microtoma (Kieffer, 1909) (→Pantoclis)
- Z. nigra (Thomson, 1859)
- Z. parallela (Thomson, 1859)
- Z. praetor Nixon, 1957
- Z. pubescens Macek, 1997
- Z. ruficornis (Curtis, 1831)
  - =Z. reticulata Kozlov, 1978
- Z. soluta (Kieffer, 1907) (→Pantoclis)
- Z. sordida Macek, 1997
- Z. spinosa (Kieffer, 1908)
- Z. spinosipes (Kieffer, 1908)
- Z. striata (Kieffer, 1909) (→Pantoclis)
- Z. strigata Kozlov, 1978
- Z. subaptera (Thomson, 1859) (→Pantoclis)
- Z. sulciventris (Kieffer, 1909) (→Pantoclis)
- Z. unicolor (Kieffer, 1908) (→Pantoclis)
- Z. vigil Nixon, 1957
- Z. villosa Macek, 1997
- Z. walli Hübner et al., 2024